# Shirley Mitchell
Shirley Mitchell (Toledo, 4 de noviembre de 1919 – Westwood (Los Ángeles), 11 de noviembre de 2013) fue una actriz radiofónica, cinematográfica y televisiva estadounidense.

## Biografía

### Carrera
Nacida en Toledo, Ohio, su padre era Sam Mitchell.
Tras mudarse a Chicago, Mitchell actuó en el programa radiofónico The First Nighter, e interpretó pequeños papeles en diferentes series, entre ellas The Story of Mary Marlin y The Road of Life. Con nuevo domicilio en Los Ángeles, trabajó con Joan Davis y Jack Haley en The Sealtest Village Store. Además, fue Louella en The Life of Riley, y en 1943 se incorporó al reparto de Fibber McGee and Molly, haciendo el papel de Alice Darling. Otro de los programas en los que participó fue The Charlotte Greenwood Show.
Sin embargo, su papel radiofónico más destacado fue el de Leila Ransom en el show The Great Gildersleeve, que interpretó a partir de septiembre de 1942. También intervino en tres episodios de la tercera temporada del show de la CBS I Love Lucy, entre 1953 y 1954, haciendo el papel de Marion Strong. Mitchell fue la última intérprete superviviente del show, tras fallecer Doris Singleton en 2012 y Peggy Rea en 2011.
En 1962 fue Janet Colton en trece episodios de otra sitcom de la CBS, Pete and Gladys, protagonizada por Harry Morgan y Cara Williams, interpretando Peter Leeds a su marido, George Colton. Entre 1963 y 1965 también hizo cinco actuaciones en Perry Mason, una de ellas en el capítulo "The Case of the Carefree Coronary", en el que hacía el papel de Marilyn David. 
Desde 1965 a 1967 fue Marge Thornton en la serie de la NBC Please Don't Eat the Daisies. En los años 1960 siguió actuando en diferentes producciones televisivas, y en años posteriores también hizo trabajo como actriz de voz. Otra de sus actuaciones tuvo lugar en 1977 en un episodio de la serie criminal de la ABC The Feather and Father Gang. A finales de esa década actuó junto a Don Porter en una de las entregas del programa Three's Company.

## Vida personal
Mitchell se comprometió con el Dr. Julian Frieden en el mes de octubre de 1946, celebrando su fiesta de compromiso en la casa de la cantante Dinah Shore. La pareja se casó el 26 de noviembre de 1946. El matrimonio tuvo una niña y un niño, Brooke y Scott. Mitchell y Frieden se divorciaron en agosto de 1974. 
Mitchell se casó en 1992 con el compositor Jay Livingston, permaneciendo ambos juntos hasta la muerte de él, ocurrida en el año 2001.
Shirley Mitchell falleció a causa de un paro cardiaco en Westwood (Los Ángeles), California, el 11 de noviembre de 2013. Tenía 94 años de edad. Fue enterrada en el Cementerio Westwood Village Memorial Park.